# نادي أودينيزي
نادي أودينيزي لكرة القدم (بالإيطالية: Udinese Calcio)‏ هو نادي كرة قدم يمثل مدينة أوديني بشمال إيطاليا. تأسس الفريق في العام 1896، وهو الآن يلعب في الدوري الإيطالي الدرجة الأولى. ألوان الفريق هما الأبيض والأسود. ملعب الفريق هو إستاديو فريولي الذي يسع 41652 متفرجا. يعدّ ثاني أقدم نادي بعد نادي جنوى.

## التاريخ

### التأسيس والسنوات الأولى
تأسس النادي في العام 1896 كجزء من جمعية أودينيزي للجمباز والمبارزة. في السنة الأولى حقق كأس تورنيو في مدينة تريفيزو بالفوز على فريق فيرارا 2-0 ولكن اللقب لا يعدّ رسميا.
في 5 يوليو 1911 قرر بعض لاعبي الجمباز بقيادة لويجي دال دان تأسيس نادي أودينيزي لكرة القدم وانضم إلى الاتحاد الإيطالي لكرة القدم. لعب الفريق مباراته الأولى وكانت ودية في مواجهة يوفنتوس بالمانوفا وفاز 6-0.
انتظر النادي إلى موسم 1912-1913 حتى لعب مباراته الرسمية الأولى في ظل إحدى بطولات الاتحاد الإيطالي الرسمية. لعب في بطولة فينيتو الدعائية التي كانت تضم 3 فرق وهي بيتراكا وبادوفا بالإضافة إلى أودينيزي. بالفوز مرتين على بادوفا 3-1 و5-0 احتل أودينيزي المركز الثاني خلف بيتراكا وصعدا معا إلى بريما كاتيغوريا (المستوى الثامن ضمن مستويات بطولات الدوي).

### العشرينات: نهائي كأس إيطاليا
موسم 1920-1921 الذي شهد خروج أودينيزي من بطولة إيليميناتوريا فينيتا شهد أيضا مشاركة اللاعب جينو بيلوتو الذي أمضى بعدها 17 موسم في النادي وهي أطول فترة يقضيها لاعب في النادي.
في سنة 1922 استغل أودينيزي غياب العديد من الأندية الكبيرة للمشاركة في بطولة كأس إيطاليا لكرة القدم والوصول إلى النهائي ومن ثم الخسارة من نادي فادو 0-1 في الوقت الإضافي.
في الدوري حل أودينيزي ثانيا في دوري غيروني مما سمح لهم بالبقاء في البطولة على الرغم من تقليص عدد الأندية في الموسم التالي.
كان موسم 1922-1923 كارثيا على أودينيزي حيث احتل المركز الأخير وهبط إلى الدرجة الثانية. واجه النادي مخاطر الإفلاس في سنة 1923. في 24 أغسطس 1923 انفصل نادي أودينيزي لكرة القدم عن جمعية أودينيزي وبالتالي تم إجراء انتخابات جديدة. لحسن الحظ تم دفع كامل الديون عن طريق رئيس النادي أليساندرو ديل تورسو من خلال بيع بعض من رسوماته وبالتالي استطاع أودينيزي اللعب في الدرجة الثانية وحل رابعا في ذلك الموسم.
موسم 1924-1925 كان رائعا حيث أوقعته القرعة في المجموعة السادسة ضمن الدرجة الثانية وفي نهايته تساوت ثلاثة أندية في عدد النقاط وهي أودينيزي، فيتشينزا، وأولمبيا ريفر وتم إقامة مباريات فاصلة من أجل تحديد بطل المجموعة والمتأهل إلى الدور التالي.
فاز أودينيزي على أوليمبيا ريفر 1-0 وتعادل 1-1 مع فيتشينزا وبالتالي تعادل فريقا أودينيزي وفيتشينزا في عدد النقاط وتقرر لعب مباراة فاصلة بينهما. في مباراة الذهاب تعادل الفريقان بدون أهداف وفي مباراة الإياب خسر أودينيزي 1-2 ولكن تم منحه الفوز بسبب اشراك فيتشينزا لاعب (مجري يدعى هوروارت) لا يحق له اللعب ونتيجة لذلك تأهل أودينيزي إلى الدور التالي.
في الدور التالي استطاع أودينيزي احتلال المركز الأول وتأهل بصحبة بارما إلى الدرجة الأولى. في الموسم التالي احتل أودينيزي المركز العاشر وهبط إلى الدرجة الثانية. لحسن الحظ تم إعادة ترتيب بطولات الدوري في إيطاليا من أجل أودينيزي في الدرجة الأولى لموسم آخر على أقل تقدير. خاض أودينيزي بطولة الصعود إلى الدرجة الأولى مع سبع فرق ولكنه خسر من فريق لينيانو وبالتالي فقد فرصته في البقاء.
بقي أودينيزي في الدرجة الثانية حتى موسم 1928-1929 حتى تم ابتكار الدرجة الأولى (السيريا أيه) والدرجة الثانية (سيريا بي) حيث تم انزال أودينيزي إلى الدرجة الثالثة حيث استطاع تصدر الدوري والصعود إلى الدرجة الثانية.

### الثلاثينات والأربعينات
بقي الفريق في الدرجة الثانية موسمين ثم هبط إلى الدرجة الثالثة في موسم 1931-1932 بقي أودينيزي في الدرجة الثالثة حتى 1938-1939 حيث حل ثانيا وبالتالي صعد إلى الدرجة الثانية.
بقي الفريق في الدرجة الثانية 12 سنة ثم هبط إلى الدرجة الثالثة في موسم 1947-1948 بسبب إعادة تصنيف الدوريات. استطاع أودينيزي أن يحقق الصعود مرتين متتاليتين ليلعب للمرة الأولى في الدرجة الأولى بمسماها الجديد.

### الخمسينات: ثاني الدرجة الأولى
بقي أودينيزي في الدرجة الأولى خمس مواسم وكاد أن يحقق اللقب في موسم 1954-1955 حيث احتل المركز الثاني خلف أيه سي ميلان. في الموسم التالي هبط النادي إلى الدرجة الثانية ولكنه عاد سريعا إلى الدرجة الأولى حيث احتل المركز الرابع.

### الستينات والسبعينات: الانحدار
بدأت فترة الانحدار في موسم 1961-1962 عندما هبط إلى الدرجة الثانية ثم هبط إلى الدرجة الثالثة في موسم 1963-1964. بقي أودينيزي في الدرجة الثالثة خمسة عشر سنة مفوتا فرصة الصعود للدرجة الثانية في عدة مرات. في موسم 1977-1978 وبقيادة المدرب ماسيمو جياكوميني استطاع العودة إلى الدرجة الثانية. كما فاز في نفس الموسم بكأس إيطاليا للنصف محترفين وببطولة الأنجلوإيطالية.

### الثمانينات: كأس ميتروبا وفضيحة 86
في الموسم التالي حقق أودينيزي بطولة الدرجة الثانية بقيادة جياكوميني وعاد إلى الدرجة الأولى بعد غياب استمر لأكثر من عشرين سنة. في موسمه الأول احتل المركز الخامس عشر وبقي في الدرجة الأولى. على المستوى الأوروبي استطاع تحقيق كأس ميتروبا المخصصة للأندية الحائزة على بطولات الدرجة الثانية في أوروبا.
استطاع نادي أودينيزي أن يبتعد عن شبح الهبوط بل أن يتألق وأدى هذا الأمر إلى احتلال المركز السادس في موسم 1982-1983. في هذا الوقت استطاع النادي التعاقد مع أحد أفضل اللاعبين في تاريخ كرة القدم وهو البرازيلي زيكو.
في نهاية موسم 1985-1986 تورط النادي في فضيحة مراهنات وتم خصم تسع نقاط عقابا له في موسم 1986-1987. على الرغم من الجهود التي حققها إلا أنه في النهاية هبط إلى الدرجة الثانية. لو لم يخصم منه نقاط لبقي النادي في الدرجة الأولى.

### التسعينات وبداية الألفية: أوروبا

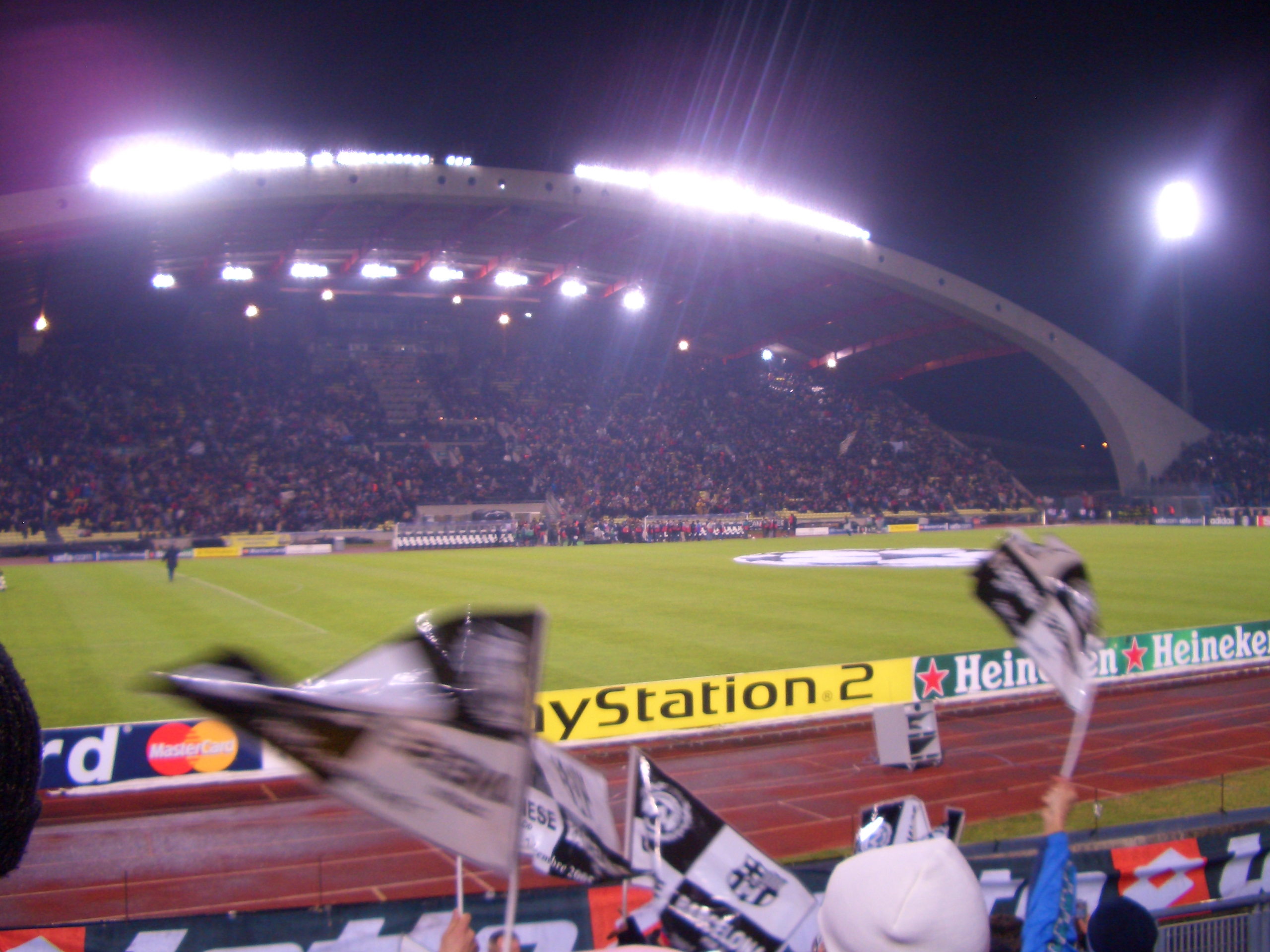
ملعب فريولي قبل إحدى مباريات دوري أبطال أوروبا

خلال السنوات التالية كان أودينيزي يتأرجح بين الصعود إلى الدرجة الأولى والهبوط إلى الدرجة الثانية. ظل هذا الأمر حتى موسم 1994-1995 حيث بقي في الدرجة الأولى.
شهد موسم 1996-1997 تأهل أودينيزي للمشاركة في كأس الاتحاد الأوروبي بقيادة المدرب ألبيرتو زاكروني. في الموسم التالي احتل المركز الثالث خلف يوفنتوس الأول وإنتر ميلان الثاني بفضل أهداف المهاجم الألماني أوليفر بيرهوف السبعة والعشرين.
في مارس 2001 تم تعيين لوتشانو سباليتي مدربا لفريق أودينيزي مكان لويجي دي كانيو. قاد سباليتي الفريق للبقاء في الدرجة الأولى في آخر مباراة بالدوري. بعد امضاء روي هدجسون وجيامبييرو فينتورا فترة قصيرة في تدريب الفريق تم إعادة تعيين سباليتي بداية من موسم 2002-2003 حيث وجد فريقا منظما وطموحا سيشارك في بطولة كأس الاتحاد الأوروبي ويلعب بطريقة هجومية وممتعة.
في نهاية موسم 2004-2005 احتل الفريق المركز الرابع بشكل مفاجيء مما منحه حق اللعب في دوري أبطال أوروبا للمرة الأولى في تاريخه. في نفس الموسم أعلن سباليتي عن رحيله عن النادي.
في الموسم التالي لعب أودينيزي في الدور التمهيدي الثالث والأخير في دوري أبطال أوروبا حيث تغلب على فريق سبورتنغ لشبونة البرتغالي 4-2 في مجموع المباراتين مما أهله للمشاركة في الدور الأول وقد أوقعته القرعة في مجموعة تضم باناثينايكوس اليوناني، فيردر بريمين الألماني، وبرشلونة الإسباني.

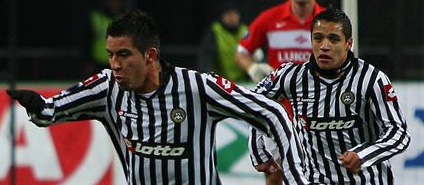
ماوريسيو إسلا (يسار) وأليكسيس سانشيز (يمين) يلعبان لأودينيزي في كأس الاتحاد الأوروبي.

 على الرغم من البداية المشجعة بالفوز على باناثينايكوس 3-0 بفضل هاتريك فينشينسو ياكوينتا إلا أن الفريق احتل المركز الثالث متساويا في النقاط مع فيردر بريمن وخلف المتصدر برشلونة الذي توج لاحقا باللقب.

### مؤخرا
في الموسم التالي احتل أودينيزي المركز العاشر في منتصف الترتيب. نقطة التحول كانت في صيف 2007 عندما تم الإعلان عن تعيين المدرب الصقلي باسكوالي مارينو والتعاقد مع المهاجم الإيطالي فابيو كوالياريلا ولاعب الوسط السويسري ذو الأصول التركية غوخان إنلر.
في موسم 2007-2008 بدأ الفريق بطريقة جيدة بالتعادل على ملعبه مع فريق إنتر ميلان حامل اللقب ولكن الحماس ذهب بعدما تعرض في المباراة التالية على ملعبهم للخسارة من الفريق الصاعد حديثا من الدرجة الثانية نابولي 0-5. لحسن حظ الفريق فقد انقلب الحال واستطاع الانتصار على يوفنتوس بفضل هدف المهاجم الإيطالي أنطونيو دي ناتالي الذي جاء في وقت متأخر. ظل أودينيزي يتنافس مع أندية أيه سي ميلان، فيورنتينا، وسامبدوريا على المركز الرابع المؤهل إلى دوري أبطال أوروبا ولكن في نهاية الموسم احتل المركز السابع الذي أهله للعب في كأس الاتحاد الأوروبي في الموسم التالي.
في بداية موسم 2008-2009 وخلال المؤتمر الصحفي للإعلان عن قمصان الفريق الجديدة تم الإعلان عن انطلاق قناة نادي أودينيزي التلفزيونية.
في موسم 2008-2009 على الرغم من تحقيق انتصارات مهمة على روما 3-1 وعلى يوفنتوس 2-1 إلا أن تعرض الفريق لعشر خسائر منها أمام ريجينا، تورينو، وكييفو فيرونا جعل الفريق لا يتأهل إلى دوري أبطال أوروبا. في بطولة كأس الاتحاد الأوروبي وقع فريق أودينيزي في مجموعة واحدة مع توتنهام هوتسبير الإنجليزي، سبارتاك موسكو الروسي، ودينامو زغرب الكرواتي. تأهل الفريق إلى الدور التالي بفضل الفوز الغالي على توتنهام هوتسبير 2-0. في الدور الثمن النهائي فاز على فريق ليخ بوزنان البولندي 4-3 في مجموع المباراتين ثم تغلب على فريق زينيت سانت بطرسبرغ الروسي حامل اللقب 2-1 في مجموع المباراتين. في ظل إصابة وابتعاد حارس المرمى السلوفيني سمير هاندانوفيتش، المهاجم الإيطالي أنطونيو دي ناتالي، وقلب الدفاع البرازيلي فيليبي خسر أودينيزي من فيردر بريمن الألماني 4-6 في مجموع المباراتين. استطاع المهاجم الإيطالي فابيو كوالياريلا أن يسجل ثمانية أهداف في البطولة القارية. احتل أودينيزي المركز السابع في الدرجة الأولى وبالتالي فوت عليه فرصة التأهل إلى بطولة كأس الاتحاد الأوروبي.
كان موسم 2009-2010 مخيبا للآمال بالنسبة للاعبين والمشجعين على حد سواء. على الرغم من تمكن دي ناتالي من تسجيل 29 هدف في بطولة دوري الدرجة الأولى وتتويجه هدافا للبطولة إلا أن الفريق عانى بشدة من الابتعاد عن شبح الهبوط. في نهاية الموسم احتل أودينيزي المركز الخامس عشر بفارق تسع نقاط حيث منطقة الهبوط. العزاء الوحيد للفريق هو تأهله إلى الدور النصف النهائي في بطولة كأس إيطاليا بعدما تغلب على لوميزاني وأيه سي ميلان قبل أن يتعرض للخسارة من روما 1-2 في مجموع المباراتين.
في صيف 2010 قررت إدارة نادي أودينيزي بيع لاعبا الوسط غايتانو داغوستينو وسيموني بيبي والمدافعان ماركو موتا وألكسندر لوكوفيتش. في المقابل تم التعاقد مع المدافع المغربي المهدي بنعطية ولاعب الوسط الكولومبي بابلو أرميرو. بعد بداية سيئة بخسارة أول أربع مباريات في بطولة الدوري والتعادل في المباراة الخامسة استطاع النادي أن يحتل المركز الرابع في نهاية الموسم جامعا أكبر عدد من النقاط في موسم واحد في الدرجة الأولى في تاريخ النادي ومتأهلا إلى دوري أبطال أوروبا. بتسجيل دي ناتالي 28 هدف توج مجددا هدافا للدوري للمرة الثانية على التوالي وهذا الأمر لم يتكرر منذ بداية التسعينات عندما حقق مهاجم نادي لاتسيو الإيطالي جوزيبي سينيوري لقب الهداف في موسم 1992-1993 و1993-1994. التعادل سلبيا على ملعبه أمام أيه سي ميلان في آخر مباريات بطولة الدوري منح الفريق بطاقة التأهل إلى دوري أبطال أوروبا. وقد أوفى المدرب فرانشيسكو غيدولين بوعده بالرقص مثل بواتينغ في وسط الملعب لو استطاع الفريق التأهل إلى دوري أبطال أوروبا. في كأس إيطاليا خسر من سامبدوريا بركلات الجزاء الترجيحية وخرج من الدور الثمن النهائي.
واصل أودينيزي التألق في موسم 2011-2012 على الرغم من خسارة لاعبا الوسط أليكسيس سانشيز وغوخان إنلر والمدافع كريستيان زاباتا الذين رحلوا إلى أندية برشلونة الإسباني، نابولي الإيطالي، وفياريال الإسباني على التوالي. في الدور التمهيدي لبطولة دوري أبطال أوروبا تعادل مع أرسنال سلبيا ثم خسر خارج ملعبه بهدف نظيف ليخرج من منافسات البطولة ويتأهل للعب في دوري أوروبا حيث استطاع احتلال المركز الثاني في المجموعة التاسعة وتأهل إلى الدور التالي بفرقة أتلتيكو مدريد الإسباني على حساب سلتيك الإسكتلندي ورين الفرنسي. في الدور الثمن النهائي تغلب على باوك اليوناني 3-0 في مجموع المباراتين ثم خسر من إيه زد ألكمار الهولندي 2-3. أما في بطولة دوري الدرجة الأولى فقد احتل المركز الثالث بعد صراع سداسي مع أندية لاتسيو، نابولي، إنتر ميلان، روما، وبارما بفضل دي ناتالي الذي سجل ثلاثة وعشرين هدف وصنع سبعة أهداف.

## إنجازات الفريق
- كأس إنترتوتو (مرة واحدة): 2000
- كأس أوروبا الوسطى (مرة واحدة): 1980
- كأس الأنجلوإيطالية (مرة واحدة): 1978
- كأس الربيع الإيطالية (مرة واحدة): 1993
- كأس الشباب (مرة واحدة): 1981
- كأس إيطاليا للدرجة الثالثة (مرة واحدة): 1978

## تشكيلة الفريق
حسب 30 أغسطس 2024

ملاحظة: تشير الأعلام إلى المنتخب الوطني على النحو المحدد في قواعد الأهلية للفيفا. قد يحمل اللاعبون أكثر من جنسية واحدة غير تابعة للفيفا.
| الرقم | البلد           | المركز | اللاعب                                                |
| ----- | --------------- | ------ | ----------------------------------------------------- |
| 28    | البرتغال        | حارس   | روي باتريسيو                                          |
| 2     | صربيا           | مدافع  | رافائيل تولوي                                         |
| 6     | غانا            | وسط    | إبراهيم سليمانا                                       |
| 9     | إيطاليا         | مهاجم  | جيانلوكا سكاماكا                                      |
| 10    | إيطاليا         | مهاجم  | نيكولو زانيولو (على سبيل الإعارة من غلطة سراي)        |
| 3     | ساحل العاج      | مدافع  | أوديلون كوسونو (علي سبيل الإعادة من باير 04 ليفركوزن) |
| 4     | السويد          | مدافع  | أيساك هين                                             |
| 5     | إنجلترا         | مدافع  | بين غودفري                                            |
| 7     | كولومبيا        | وسط    | خوان كوادرادو                                         |
| 8     | كرواتيا         | وسط    | ماريو بازاليتش                                        |
| 19    | ألبانيا         | مدافع  | بيرات ديمسيتي                                         |
| 23    | البوسنة والهرسك | مدافع  | سياد كولاشيناتس                                       |
| 42    | إيطاليا         | مدافع  | جورجيو سكالفيني                                       |
| 31    | إيطاليا         | حارس   | فرانسيسكو روسي                                        |

| الرقم | البلد    | المركز | اللاعب                                          |
| ----- | -------- | ------ | ----------------------------------------------- |
| 13    | البرازيل | وسط    | إيدرسون                                         |
| 93    | فرنسا    | مدافع  | براندون سوبي                                    |
| 77    | إيطاليا  | وسط    | دافيدي زاباكوستا                                |
| 15    | هولندا   | وسط    | مارتن دي رون                                    |
| 11    | نيجيريا  | مهاجم  | أديمولا لوكمان                                  |
| 16    | إيطاليا  | وسط    | راوول بيلانوفا                                  |
| 22    | إيطاليا  | وسط    | ماتيو روجيري                                    |
| 24    | صربيا    | وسط    | لازار ساماردزيتش (على سبيل الإعارة من أودينيزي) |
| 17    | بلجيكا   | مهاجم  | تشارلز دي كاتيلايير                             |
| 32    | إيطاليا  | مهاجم  | ماتيو ريتيفي                                    |

## لاعبون مميزون
القائمة تضم فقط اللاعبين الذين شاركوا في مائة مباراة مع النادي، حاز على لقب هداف الدوري، أو شارك في بطولة كأس العالم لكرة القدم
| إيطاليا - غوغلييلمو باتشي - فاليريو بيرتوتو - لورينزو بيتيني - ماركو برانكا - أليساندرو كالوري - فرانكو كاوزيو (كأس العالم 1982) - غايتانو داغوستينو - لويجي دي أغوستيني - مورغان دي سانكتس - فرانشيسكو ديل أنو - أنطونيو دي ناتالي - ستيفانو فيوري - دينو غالبارولي - جيوليانو جيانيكيدا - فينشينسو ياكوينتا (كأس العالم 2006) - روبيرتو موتسي - سيموني بيبي - أليساندرو بييريني - باولو بوجي - باولو بولوكي - فابيو كوالياريلا - فابيو روسيتو - لويجي توركي - دينو زوف الأرجنتين - أبيل بالبو - دانييل بيرتوني - ماوريسيو بينيدا - نيستور سينسيني - روبيرتو سوزا البرازيل - أموروزو - إدينهو - فيليبي - زيكو تشيلي - ديفيد بيتزارو - أليكسيس سانشيز - ماوريسيو إسلا | بلجيكا - يوهان فاليم كولومبيا - كريستيان زاباتا جمهورية التشيك - ماريك يانكولوفسكي الدنمارك - توماس هيلفيغ - مارتن يورغنسن - بير كرولدروب ألمانيا - أوليفر بيرهوف - كارستن يانكر غانا - ستيفن أبياه - أسامواه جيان - سولي علي مونتاري المغرب - المهدي بنعطية بولندا - ماريك كوزمينسكي روسيا - إيغور شاليموف سلوفينيا - سمير هاندانوفيتش صربيا - ألكسندر لوكوفيتش إسبانيا - ريكاردو غاليغو السويد - أرن سيلموسون سويسرا - غوخان إنلر |

## التاريخ التدريبي
|                   | \| الاسم \| الجنسية \| السنوات \| \| ----------------- \| ------- \| ------- \| \| بورا ميلوتيوفيتش \| \| 1987–88 \| \| ألبيرتو بيغون \| \| 1992–93 \| \| جيوفاني غاليوني \| \| 1994–95 \| \| ألبيرتو زاكيروني \| \| 1995–98 \| \| فرانشيسكو غيدولين \| \| 1998–99 \| \| لويجي دي كانيو \| \| 1999–00 \| \| لوتشانو سباليتي \| \| 2000–01 \| \| روي هدجسون \| \| 2001–02 \| \| لوتشانو سباليتي \| \| 2002–05 \| \| سيرسي كوزمي \| \| 2005–06 \| \| لوريس دومينيسيني \| \| 2006 \| \| جيوفاني غاليوني \| \| 2006–07 \| \| ألبيرتو ماليزاني \| \| 2007 \| \| باسكوالي مارينو \| \| 2007–09 \| \| جياني دي بيازي \| \| 2009–10 \| \| باسكوالي مارينو \| \| 2010 \| \| فرانشيسكو غيدولين \| \| 2010– \| |         |
| الاسم             | الجنسية | السنوات |
| بورا ميلوتيوفيتش  | جمهورية يوغوسلافيا الاشتراكية الاتحادية | 1987–88 |
| ألبيرتو بيغون     | إيطاليا | 1992–93 |
| جيوفاني غاليوني   | إيطاليا | 1994–95 |
| ألبيرتو زاكيروني  | إيطاليا | 1995–98 |
| فرانشيسكو غيدولين | إيطاليا | 1998–99 |
| لويجي دي كانيو    | إيطاليا | 1999–00 |
| لوتشانو سباليتي   | إيطاليا | 2000–01 |
| روي هدجسون        | إنجلترا | 2001–02 |
| لوتشانو سباليتي   | إيطاليا | 2002–05 |
| سيرسي كوزمي       | إيطاليا | 2005–06 |
| لوريس دومينيسيني  | إيطاليا | 2006    |
| جيوفاني غاليوني   | إيطاليا | 2006–07 |
| ألبيرتو ماليزاني  | إيطاليا | 2007    |
| باسكوالي مارينو   | إيطاليا | 2007–09 |
| جياني دي بيازي    | إيطاليا | 2009–10 |
| باسكوالي مارينو   | إيطاليا | 2010    |
| فرانشيسكو غيدولين | إيطاليا | 2010–   |

## وصلات خارجية
- الموقع الرسمي
- موقع اودينيزي الإخباري الأول -باللغة الإيطالية -
- موقع اودينيزي الإخباري -باللغة العربية -